# Pasquale del Pezzo
Pasquale del Pezzo, hertig av Caianello och markis av Camposidola, född 2 maj 1859 i Berlin, Tyskland, död 20 juni 1936 i Neapel, Italien, var en italiensk matematiker.
Del Pezzo föddes i Berlin där hans far var ambassadör. Efter studier vid Neapels universitet tog del Pezzo examen först i juridik 1880 och därefter i matematik 1882. Han utnämndes senare till professor vid samma universitet och skulle även verka som rektor och fakultetsansvarig med mera. 
Han var borgmästare i Neapel från 1914 till 1917. Från 1919 fram till sin död var han senator.
Han var gift med den svenska författarinnan Anne Charlotte Leffler åren 1890–1892, då Leffler hastigt avled. Tillsammans fick de sonen Gaetano 1892. Del Pezzo gifte om sig år 1905 med sonens svenska guvernant Elin Maria Carlsson.

### Fotnoter
1. ↑  Lauritzen 2012, s. 420-455, 471-473, 530-531
2. ↑  Lundström, Gösta: Anne Charlotte G Leffler i Svenskt biografiskt lexikon